# Klonoa (серия игр)
Klonoa — серия видеоигр в жанре платформера, разработанная компанией Namco. Главным героем игр является одноименное антропоморфное существо, нечто среднее между котом и кроликом. В оригинале его имя — 風のクロノア, Кадзэ но Куроноа, Ветреный Клоноа.
Серия состоит из двух основных игр, а также ряда спин-оффов. Первая игра серии, Klonoa: Door to Phantomile, была выпущена в 1997 году эксклюзивно для игровой консоли PlayStation. В декабре 2008 года ремейк первой игры был выпущен эксклюзивно для Wii.
Также Клоноа появился в качестве камео в других играх от Namco, как Alpine Racer 3 и Soulcalibur V.

## Список игр вселеннойKlonoa

### Официальная дилогия
- Klonoa: Door to Phantomile — PlayStation
- Klonoa 2: Lunatea’s Veil — PlayStation 2

### Спин-оффы
- Kaze no Klonoa: Moonlight Museum — WonderSwan
- Klonoa: Empire of Dreams — Game Boy Advance
- Klonoa 2: Dream Champ Tournament — Game Boy Advance
- Klonoa Beach Volleyball — PlayStation
- Klonoa Heroes: Densetsu no Star Medal — Game Boy Advance

### Камео
- Alpine Racer 3[1]. — PlayStation 2
- Soulcalibur V — PlayStation 3 и Xbox 360
- Tekken 7 — PlayStation 4, Xbox One, PC